# Vilma Núñez
Vilma Núñez de Escorcia est une avocate nicaraguayenne et défenseuse des droits de l'homme. Elle est spécialiste du droit pénal et des droits de l'homme.

## Biographie
Opposante à la dictature d’Anastasio Somoza Debayle, elle est emprisonnée et torturée pendant plusieurs mois. Puis, après la victoire de la révolution sandiniste, elle a été vice-présidente de la Cour suprême de justice.
Vilma Núñez fonde et préside le Centre Nicaraguayen des Droits Humains (CENIDH) et œuvre pour l'application des droits humains,  pour l'abolition de la torture et la libération des prisonniers politiques au Nicaragua. Elle travaille également avec plusieurs organisations internationales, dont la Commission d'Amérique Centrale pour les droits humains, qu'elle a présidée, et l'Organisation mondiale contre la torture,.
En février 2023, elle est inculpée pour « trahison envers la patrie ». Sa nationalité nicaraguayenne est révoquée, elle ne peut plus exercer des fonctions publiques et ses biens sont confisqués au profit de l’État nicaraguayen. Ces décisions concernent aussi 93 autres nicaraguayens.